# جيمس روس (سياسي)
جيمس روس (بالإنجليزية: James Ross)‏ هو سياسي أسترالي، ولد في 31 يوليو 1895، وتوفي في 10 يونيو 1975. انتخب عضو الجمعية التشريعية نيو ساوث ويلز عن دائرة كوغارة ‏ (11 يونيو 1932 – 18 أبريل 1941).